# Synodontis nigriventris
El pez gato acostado (Synodontis nigriventris) es una especie de pez del orden de los Siluriformes. Es conocido por el hábito de nadar boca arriba la mayor parte del tiempo. Es originario de la cuenca del río Congo en África.

## Apariencia y anatomía
Es pequeño, con una longitud máxima de 9,6 cm. Al igual que otros miembros de la familia Mochikidae, tienen ojos grandes, aleta dorsal grande y tres pares de barbillas. Están adaptados para pasar la mayor parte del tiempo flotando o nadando sobre el dorso, tanto que como forma de mimetismo,  ya que la pigmentación de su vientre es más oscura que la de su espalda.

## Ecología
Principalmente nocturno. Se alimenta de crustáceos, insectos y material vegetal. Los peces jóvenes no nadan de boca abajo sino hasta que completan 2 meses de vida. Son ovíparos.; la hembra deposita hasta 450 huevos en zonas especialmente protegidas, de aguas en zonas oscuras, donde se adhieren al sustrato.

## En el acuario
Es una especie muy adecuada para los acuarios debido a su pequeño tamaño y a su comportamiento pacífico. Debe mantenerse en grupos de 3 o más para mejores resultados. Se recomienda alimentarlos con una variedad de hojuelas y tabletas especiales de buena calidad, lombrices y dafnias.